# Haplogruppe R1a (Y-DNA)
R1a ist eine Untergruppe der Haplogruppe R1 des Y-Chromosoms. Aus Funden der Linien R2* und R* in Asien wird auf eine Entstehung vor 15.000 bis 20.000 Jahren geschlossen.
Ihre Schwestergruppe ist Haplogruppe R1b (Y-DNA).

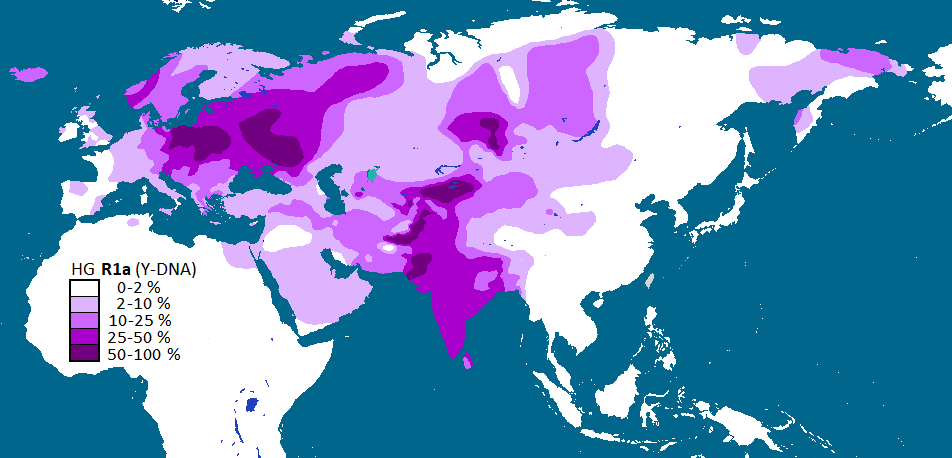
Die Karte zeigt die Verteilung der Haplogruppe R1a auf dem eurasischen Kontinent.

## Verbreitung
Besonders verbreitet ist die Haplogruppe R1a heute von der Elbe über alle westslawischen Siedlungsgebiete – hauptsächlich in Polen, rund um die Ostsee im Baltikum sowie Teilen Skandinaviens, der finnisch-russischen Grenzregion, das zentrale europäische Russland mit den ostslawischen Siedlungsgebieten bis zur Ukraine und dem Ural, wobei die höchste Konzentration wohl im Bereich der Flüsse Oder, Weichsel, Narva, Newa, Düna, Don und obere Wolga sowie in Teilen des nördlichen indischen Subkontinents und in Teilen Zentralasiens insbesondere bei den Kirgisen und Altaier bis in die Mongolei sowie den antiken Regionen von Sogdien und Baktrien und unter den Paschtunen vorkommt. Auch in Teilen des Iran und Irak, der Türkei sowie in hohem Maße um den Vansee ist sie unter Kurden und im von ihnen beanspruchten Kurdistan verbreitet.

## R1a und Kurganhypothese
Der früheste Beleg (R1a 1b (YP1272), ANE-/WHG-Ancestry) wurde bisher in Pesčanica (Песчаница), Oblast Archangelsk, auf -10'706 datiert und der Veretye-Kultur zugeordnet (Saag 2021, PES001).
Ab ca. 2900 v. Chr. tragen die Schnurkeramiker in nahezu allen Regionen des nördlichen Mitteleuropas und Nordosteuropas in großem Maße R1a, u. a. in Tiefbrunn, Bergrheinfeld, Esperstedt und Eulau (Deutschland), Obłaczkowo und Łęki Małe (Polen), Kyndelose (Dänemark) und Viby (Schweden). Die Proben aus Esperstedt, Viby und Kyndelose kommen dabei als direkte Vorfahren skandinavischer, nord- und ostgermanischer sowie slawischer und baltischer Menschen in Frage. Die nachgewiesene Ausbreitung dieser schwedischen Population nach Finnland dürfte für weitere Überraschungen sorgen.
In den östlichen Jamnaja-Nachfolgern, der (Poltavka-Kultur und der Srubna-Kultur), fand Mathieson (2015) die dort typischen SNPs Y-R1a (Z93,Z94), die sich später vorwiegend in indoiranischen und indoasiatischen Proben wiederfinden.
Dies zeigt sich z. B. in Funden ab ca. 2500 v. Chr. in Naumowo und Serteja (Pskow/Smolensk oblast), in Bulanovo (Sintaschta, Russland), Kytmanowo (Andronowo, Russland) und Tanabergen (Kasachstan) sowie weiteren Orten in Zentralasien, also nach Zentralasien und Nordindien.
Die nah verwandte Y-Haplogruppe R1b ist zunächst stark in der Jamnaja-Kultur (3600–2500 v. Chr., osteuropäischer Steppengürtel), heute vor allem in Westeuropa verbreitet.

## DNA-Archäologie
Menschliche Überreste, in denen die Haplogruppe R1a entdeckt wurde, stammen aus Gräbern der Schnurkeramiker und der Urnenfelderkultur sowie bei früheren Bewohnern des alten Tanais.
Ferner findet sich die Haplogruppe in der Andronowo-Kultur, der Pasyryk-Stufe, der eisenzeitlichen Tagar-Kultur (ca. 900 v. Chr.) und der eisenzeitlichen Taschtyk-Kultur (ca. 300 v. Chr.), wobei sie in Asien meist vergesellschaftet mit der lokalen Population auftreten.
Identifiziert wurde R1a bei den bronzezeitlichen Mumien aus dem Tarimbecken sowie bei der Aristokratie der Xiongnu und in Gräbern der rund 3000 Jahre alten Hirschsteine.